# Cadel Evans Great Ocean Road Race Women 2019
La 5e édition de la Cadel Evans Great Ocean Road Race a lieu le 26 janvier 2019. Elle fait partie du calendrier UCI en catégorie 1.1. 

## Équipes
| Équipes féminines professionnelles (10)- Alé Cipollini - Astana Women's - BePink - CCC-Liv - Doltcini-Van Eyck Sport - Mitchelton-Scott - Rally UHC Cycling Women - Swapit Agolico - Tibco-Silicon Valley Bank - Trek-Segafredo Équipe nationale- Nouvelle-Zélande Équipe nationale sponsorisée- Korda Mentha Real Estate Australia Équipes régionales et de clubs (3)- Gusto StepFWD KOM - Specialized Women's Racing - Sydney University |
| |

## Récit de course
Chloe Hosking gagne le premier sprint intermédiaire. Il y a de nombreuses attaques en début de course, mais toutes sont rapidement reprises par le peloton. À quatre-vingt kilomètres de l'arrivée, Rachele Barbieri se retrouve seule en tête. Elle compte jusqu'à quarante-cinq secondes d'avance, mais le peloton la reprend avant le second sprint intermédiaire, remporté une nouvelle fois par Hosking. Silvia Valsecchi attaque ensuite, mais l'ascension de la Bell Beach lui est fatale. Kristabel Doebel-Hickok prend les points du grimpeur. Nicole Steigenga, de la Bepink tout comme Barbieri et Valsecchi, s'échappe. Elle a quarante-cinq secondes d'avance à quarante-cinq kilomètres de l'arrivée. Elle atteint plus loin deux minutes. À trente kilomètres du but, la formation Mitchelton-Scott se place en tête de peloton. Chloe Hosking est alors victime d'un ennui mécanique, peu avant la montée vers Challambra Crescent. Dans celle-ci, Ashleigh Moolman attaque. Elle est rejointe par : Elisa Longo Borghini et Amanda Spratt dans un premier temps, puis Lucy Kennedy et Brodie Chapman ensuite. Arlenis Sierra les rejoint dans la descente. Dans l'ascension suivante, Amanda Spratt accélère et Moolman la prend en chasse. Brodie Chapman est éliminée par l'action, les deux autres coureuses rentrent plus loin. Arlenis Sierra sort à six kilomètres de l'arrivée et est rejointe par Lucy Kennedy qui ne coopère pas. Arlenis Sierra parvient néanmoins à la distancer et va s'imposer seule. Derrière, Lucy Kennedy est deuxième.

## Classements

### Classement final
| \| Classement général \| Classement général \| Classement général \| Classement général \| Classement général \| \| Coureuse \| Coureuse \| Pays \| Équipe \| Temps \| \| ------------------ \| -------------------- \| ------------------ \| ---------------------------------- \| ------------------ \| \| 1re \| Arlenis Sierra \| Cuba \| Astana Women's Team \| 3 h 07 min 10 s \| \| 2e \| Lucy Kennedy \| Australie \| Mitchelton-Scott \| + 19 s \| \| 3e \| Amanda Spratt \| Australie \| Mitchelton-Scott \| + 19 s \| \| 4e \| Ashleigh Moolman \| Afrique du Sud \| CCC-Liv \| + 34 s \| \| 5e \| Elisa Longo Borghini \| Italie \| Trek-Segafredo \| + 34 s \| \| 6e \| Brodie Chapman \| Australie \| Tibco-Silicon Valley Bank \| + 34 s \| \| 7e \| Rachel Neylan \| Australie \| Korda Mentha Real Estate Australia \| + 39 s \| \| 8e \| Emily Herfoss \| Australie \| Korda Mentha Real Estate Australia \| + 55 s \| \| 9e \| Ruth Edwards \| États-Unis \| Trek-Segafredo \| + 55 s \| \| 10e \| Grace Brown \| Australie \| Mitchelton-Scott \| + 55 s \| |                      |                |                                    |                 |
| |                      |                |                                    |                 |
| Source : ProCyclingStats |                      |                |                                    |                 |
| Classement général |                      |                |                                    |                 |
| Coureuse | Coureuse             | Pays           | Équipe                             | Temps           |
| 1re | Arlenis Sierra       | Cuba           | Astana Women's Team                | 3 h 07 min 10 s |
| 2e | Lucy Kennedy         | Australie      | Mitchelton-Scott                   | + 19 s          |
| 3e | Amanda Spratt        | Australie      | Mitchelton-Scott                   | + 19 s          |
| 4e | Ashleigh Moolman     | Afrique du Sud | CCC-Liv                            | + 34 s          |
| 5e | Elisa Longo Borghini | Italie         | Trek-Segafredo                     | + 34 s          |
| 6e | Brodie Chapman       | Australie      | Tibco-Silicon Valley Bank          | + 34 s          |
| 7e | Rachel Neylan        | Australie      | Korda Mentha Real Estate Australia | + 39 s          |
| 8e | Emily Herfoss        | Australie      | Korda Mentha Real Estate Australia | + 55 s          |
| 9e | Ruth Edwards         | États-Unis     | Trek-Segafredo                     | + 55 s          |
| 10e | Grace Brown          | Australie      | Mitchelton-Scott                   | + 55 s          |

### Barème des points UCI
| Position           | 1er | 2e | 3e | 4e | 5e | 6e | 7e | 8e | 9e | 10e | 11e | 12e | 13e à 15e | 16e à 25e |
| Classement général | 125 | 85 | 70 | 60 | 50 | 40 | 35 | 30 | 25 | 20  | 15  | 10  | 5         | 3         |

## Liste des participantes
| Légende | Légende                                                                         | Légende | Légende                                                    |
| ------- | ------------------------------------------------------------------------------- | ------- | ---------------------------------------------------------- |
| Num     | Dossard de départ porté par le coureur sur ce Cadel Evans Great Ocean Road Race | Pos     | Position à l'arrivée de la course                          |
|         | Indique un maillot de champion national ou mondial, suivi de sa spécialité      | NP      | Indique un coureur qui n'a pas pris le départ de la course |
| AB      | Indique un coureur qui n'a pas terminé la course                                | HD      | Indique un coureur qui a terminé la course hors des délais |

| Alé Cipollini ALE | Alé Cipollini ALE            | Alé Cipollini ALE |
| ----------------- | ---------------------------- | ----------------- |
| Num               | Coureur                      | Pos               |
| 1                 | Chloe Hosking (AUS)          | 32e               |
| 2                 | Eri Yonamine (JPN) (route)   | 27e               |
| 3                 | Nadia Quagliotto (ITA)       | 69e               |
| 4                 | Jessica Raimondi (ITA)       | 83e               |
| 5                 | Marjolein van't Geloof (NED) | 78e               |
| 6                 | Romy Kasper (GER)            | 19e               |

| Mitchelton-Scott MTS | Mitchelton-Scott MTS   | Mitchelton-Scott MTS |
| -------------------- | ---------------------- | -------------------- |
| Num                  | Coureur                | Pos                  |
| 11                   | Amanda Spratt (AUS)    | 3e                   |
| 12                   | Sarah Roy (AUS)        | 75e                  |
| 13                   | Georgia Williams (NZL) | 39e                  |
| 14                   | Jessica Allen (AUS)    | 74e                  |
| 15                   | Lucy Kennedy (AUS)     | 2e                   |
| 16                   | Grace Brown (AUS)      | 10e                  |

| CCC Liv CCC | CCC Liv CCC              | CCC Liv CCC |
| ----------- | ------------------------ | ----------- |
| Num         | Coureur                  | Pos         |
| 21          | Jeanne Korevaar (NED)    | 12e         |
| 22          | Evy Kuijpers (NED)       | 57e         |
| 23          | Riejanne Markus (NED)    | 11e         |
| 24          | Ashleigh Moolman (RSA)   | 4e          |
| 25          | Valerie Demey (BEL)      | 38e         |
| 26          | Agnieszka Skalniak (POL) | 40e         |

| Astana Women's ASA | Astana Women's ASA       | Astana Women's ASA |
| ------------------ | ------------------------ | ------------------ |
| Num                | Coureur                  | Pos                |
| 31                 | Elena Pirrone (ITA)      | 14e                |
| 32                 | Jeidi Pradera (CUB)      | 59e                |
| 33                 | Carolina Rodriguez (MEX) | 51e                |
| 34                 | Yareli Salazar (MEX)     | 35e                |
| 35                 | Marie-Soleil Blais (CAN) | 56e                |
| 36                 | Arlenis Sierra (CUB)     | 1re                |

| Team TIBCO - SVB TIB | Team TIBCO - SVB TIB  | Team TIBCO - SVB TIB |
| -------------------- | --------------------- | -------------------- |
| Num                  | Coureur               | Pos                  |
| 41                   | Alison Jackson (CAN)  | 13e                  |
| 42                   | Brodie Chapman (AUS)  | 6e                   |
| 43                   | Sharlotte Lucas (NZL) | 29e                  |
| 44                   | Shannon Malseed (AUS) | 48e                  |
| 45                   | Lauren Stephens (USA) | 30e                  |
| 46                   | Alice Cobb (GBR)      | 55e                  |

| Swapit Agolico SWA | Swapit Agolico SWA                  | Swapit Agolico SWA |
| ------------------ | ----------------------------------- | ------------------ |
| Num                | Coureur                             | Pos                |
| 51                 | Brenda Andrea Santoyo (MEX) (route) | 64e                |
| 52                 | Paola Muñoz (CHI)                   | 62e                |
| 53                 | Maria José Vargas (CRC) (route)     | 49e                |
| 54                 | Andrea Ramirez (MEX)                | 23e                |
| 55                 | Jannie Milena Salcedo (COL)         | 22e                |
| 56                 | Anet Barrera (MEX)                  | 70e                |

| Doltcini-Van Eyck Sport DVE | Doltcini-Van Eyck Sport DVE | Doltcini-Van Eyck Sport DVE |
| --------------------------- | --------------------------- | --------------------------- |
| Num                         | Coureur                     | Pos                         |
| 61                          | Bryony van Velzen (NED)     | 37e                         |
| 62                          | Daniela Reis (POR) (route)  | 45e                         |
| 63                          | Tetyana Riabchenko (UKR)    | 26e                         |
| 64                          | Jesse Vandenbulcke (BEL)    | 54e                         |
| 65                          | Anisha Vekemans (BEL)       | 80e                         |
| 66                          | Victoire Berteau (FRA)      | 81e                         |

| Bepink BPK | Bepink BPK                     | Bepink BPK |
| ---------- | ------------------------------ | ---------- |
| Num        | Coureur                        | Pos        |
| 71         | Rachele Barbieri (ITA)         | AB         |
| 72         | Francesca Pattaro (ITA)        | 24e        |
| 73         | Katia Ragusa (ITA)             | 41e        |
| 74         | Nicole Steigenga (NED)         | 71e        |
| 75         | Silvia Valsecchi (ITA)         | 67e        |
| 76         | Tereza Medvedova (SVK) (route) | 79e        |

| Rally UHC Cycling Women RLW | Rally UHC Cycling Women RLW   | Rally UHC Cycling Women RLW |
| --------------------------- | ----------------------------- | --------------------------- |
| Num                         | Coureur                       | Pos                         |
| 81                          | Sara Bergen (CAN)             | 17e                         |
| 82                          | Kristabel Doebel-Hickok (USA) | 20e                         |
| 83                          | Gillian Ellsay (CAN)          | 68e                         |
| 84                          | Heidi Franz (USA)             | 53e                         |
| 85                          | Allison Beveridge (CAN)       | 33e                         |
| 86                          | Summer Moak (USA)             | 60e                         |

| Trek-Segafredo TFS | Trek-Segafredo TFS          | Trek-Segafredo TFS |
| ------------------ | --------------------------- | ------------------ |
| Num                | Coureur                     | Pos                |
| 91                 | Lauretta Hanson (AUS)       | 65e                |
| 92                 | Lotta Lepistö (FIN) (route) | 66e                |
| 93                 | Elisa Longo Borghini (ITA)  | 5e                 |
| 94                 | Abigail Van Twisk (GBR)     | AB                 |
| 95                 | Tayler Wiles (USA)          | 50e                |
| 96                 | Ruth Winder (USA)           | 9e                 |

| Australian Cycling Team - Kordamentha UNS | Australian Cycling Team - Kordamentha UNS | Australian Cycling Team - Kordamentha UNS |
| ----------------------------------------- | ----------------------------------------- | ----------------------------------------- |
| Num                                       | Coureur                                   | Pos                                       |
| 101                                       | Rachel Neylan (AUS)                       | 7e                                        |
| 102                                       | Georgia Whitehouse (AUS)                  | 61e                                       |
| 103                                       | Sarah Gigante (AUS) (route)               | 73e                                       |
| 104                                       | Rebecca Wiasak (AUS)                      | 16e                                       |
| 105                                       | Ruby Roseman-Gannon (AUS)                 | 34e                                       |
| 106                                       | Emily Roper (AUS)                         | 8e                                        |

| Équipe nationale de Nouvelle-Zélande NZL | Équipe nationale de Nouvelle-Zélande NZL | Équipe nationale de Nouvelle-Zélande NZL |
| ---------------------------------------- | ---------------------------------------- | ---------------------------------------- |
| Num                                      | Coureur                                  | Pos                                      |
| 111                                      | Deborah Paine (NZL)                      | 18e                                      |
| 112                                      | Elyse Fraser (NZL)                       | 42e                                      |
| 113                                      | Kirsty McCallum (NZL)                    | 43e                                      |
| 114                                      | Ione Johnson (NZL)                       | 63e                                      |
| 115                                      | Annamarie Lipp (NZL)                     | 58e                                      |
| 116                                      | Abigail Morton (NZL)                     | 52e                                      |

| Specialized women's racing SWR | Specialized women's racing SWR | Specialized women's racing SWR |
| ------------------------------ | ------------------------------ | ------------------------------ |
| Num                            | Coureur                        | Pos                            |
| 121                            | Matilda Raynolds (AUS)         | 15e                            |
| 122                            | Ella Bloor (AUS)               | 44e                            |
| 123                            | Jaime Gunning (AUS)            | 21e                            |
| 124                            | Taryn Heather (AUS)            | 25e                            |
| 125                            | Briony Mattocks (AUS)          | 77e                            |
| 126                            | Holly Harris (AUS)             | 46e                            |

| Gusto StepFWD KOM GUS | Gusto StepFWD KOM GUS    | Gusto StepFWD KOM GUS |
| --------------------- | ------------------------ | --------------------- |
| Num                   | Coureur                  | Pos                   |
| 131                   | Jessica Mundy (AUS)      | 82e                   |
| 132                   | Erin Kinnealy (AUS)      | AB                    |
| 133                   | Elizabeth Stannard (AUS) | 28e                   |
| 134                   | Kendelle Hodges (AUS)    | AB                    |
| 135                   | Jenny Pettenon (AUS)     | 72e                   |
| 136                   | Jemma Eastwood (NZL)     | AB                    |

| Sidney Uni - Staminade SUS | Sidney Uni - Staminade SUS | Sidney Uni - Staminade SUS |
| -------------------------- | -------------------------- | -------------------------- |
| Num                        | Coureur                    | Pos                        |
| 141                        | Amy Vesty (NZL)            | AB                         |
| 142                        | Jennifer Darmody (AUS)     | AB                         |
| 143                        | Anna Booth (AUS)           | 76e                        |
| 144                        | Jessica Pratt (AUS)        | 31e                        |
| 145                        | Vicki Whitelaw (AUS)       | 47e                        |
| 146                        | Emily Watts (AUS)          | 36e                        |